# Unseen
Unseen – siódmy album studyjny szwedzkiego zespołu death metalowego The Haunted. Wydawnictwo ukazało się 21 marca 2011 roku nakładem wytwórni muzycznej Century Media Records. Nagrania zostały zarejestrowane w Antfarm Studio w Aarhus w Danii pomiędzy październikiem a listopadem 2010 roku.
Album dotarł do 33. miejsca listy Billboard Heatseekers Albums w Stanach Zjednoczonych sprzedając się w nakładzie 1200 egzemplarzy w przeciągu tygodnia od dnia premiery.

## Lista utworów
Opracowano na podstawie materiału źródłowego.
1. "Never Better" - 03:34
2. "No Ghost" - 03:34
3. "Catch 22" - 03:44
4. "Disappear" - 03:50
5. "Motionless" - 04:25
6. "Unseen" - 03:02
7. "The Skull" - 04:04
8. "Ocean Park" - 00:49
9. "The City" - 03:08
10. "Them" - 04:06
11. "All Ends Well" - 04:16
12. "Done" - 03:49

## Twórcy
Opracowano na podstawie materiału źródłowego.

- Patrik Jensen - gitara rytmiczna, gitara prowadząca
- Jonas Björler - gitara basowa
- Anders Björler - gitara rytmiczna, gitara prowadząca
- Peter Dolving - wokal prowadzący
- Per M. Jensen - perkusja, instrumenty perkusyjne
- Tue Madsen - produkcja muzyczna, miksowanie, mastering
- Frode Sylthe - okładka, oprawa graficzna
- Olle Carlsson - zdjęcia

## Wydania
| Rok  | Nr katalogowy | Format                | Wydawca               | Region                  | Źródło |
| ---- | ------------- | --------------------- | --------------------- | ----------------------- | ------ |
| 2011 | 9980202       | CD, Album             | Century Media Records | Wielka Brytania, Europa | [ 6 ]  |
| 2011 | 9980208       | CD, Album, Ltd, Dig   | Century Media Records | Wielka Brytania, Europa | [ 6 ]  |
| 2011 | 9980201       | LP, Album + CD, Album | Century Media Records | Wielka Brytania, Europa | [ 6 ]  |
| 2011 | 8720-2        | CD, Album             | Century Media Records | Stany Zjednoczone       | [ 6 ]  |
| 2011 | MZR CD 482    | CD, Album             | Mazzar Records        | Rosja                   | [ 6 ]  |
| 2011 | ICARUS 736    | CD, Album             | Icarus Music          | Argentyna               | [ 6 ]  |